# 布洛克短身電鰻
布洛克短身電鰻，為輻鰭魚綱電鰻目短吻電鰻科的其中一種，為熱帶淡水魚，分布於南美洲奧里諾科河、布蘭科河及黑河流域，體長可達22.1公分，棲息在水質清澈的溪流淺水域，生活習性不明，可做為觀賞魚。

## 扩展阅读
維基物種上的相關：布洛克短身電鰻